# Nubarasjen
 Nubarasjen (armeniska: Նուբարաշեն վարչական շրջան: Nubarasjen vartjakan sjrdzjan) är ett av de tolv distrikten i Armeniens huvudstad Jerevan. Nubarasjen ligger i den sydöstra delen av Jerevan. Det gränsar till distriktet Sjengavit och Erebuni i norr samt till provinsen Ararat i öster, söder och väster. Det hade 2016 en befolkning på omkring 9.800.
År 1926 tog de amerikanska avdelningarna av Armeniens allmänna välfärdsorganisation ett beslut att grunda ett nytt bosättningsområde i den Armeniska socialistiska sovjetrepuliken med syfte att repatriera överlevare från det Armeniska folkmordet som spridits till olika länder. Det kom att lokaliseras till den sydöstra utkanten av Jerevan, söder om bostadsområdet Noragavit.
Bosättningen började anläggas 1932 efter en stadsplan av Aleksandr Tamanjan från 1926  under namnet Nubarasjen, som betyder Nubers stad. Den har sitt namn efter den armeniske osmanska ämbetsmannen och nationalisten Poghos Nubar Pasja, eller Boghos Nubar Pascha (1851–1930). Bebyggarna kom först från Grekland och därefter från Bulgarien, Frankrike, Libanon och Syrien. Sommaren 1937 hade omkring ett tusen armeniska flyktingar slagit sig ned i Nubarasjen (Nubars stad).
År 1938 omdöptes bosättningen till Sovetasjen ('den sovjetiska staden), och 1989 fick den tillbaka sitt ursprungliga namn.

## Bildgalleri

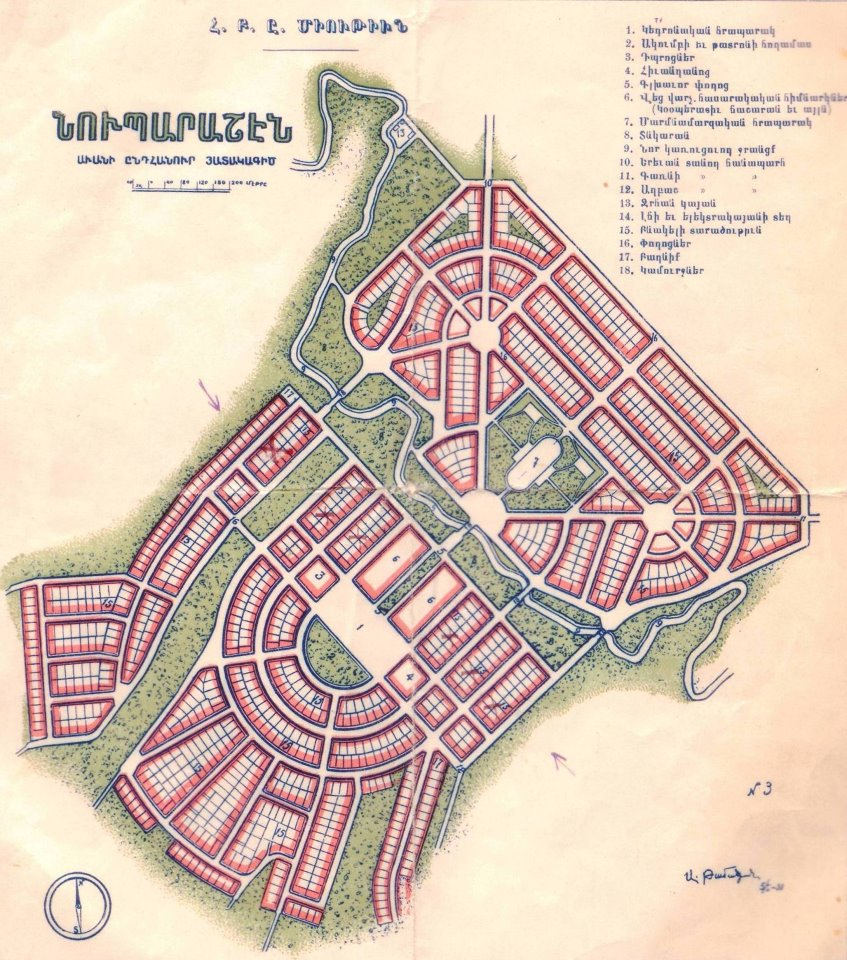
Nubarasjens stadsplan, som ritades av Aleksandr Tamanjan 1926
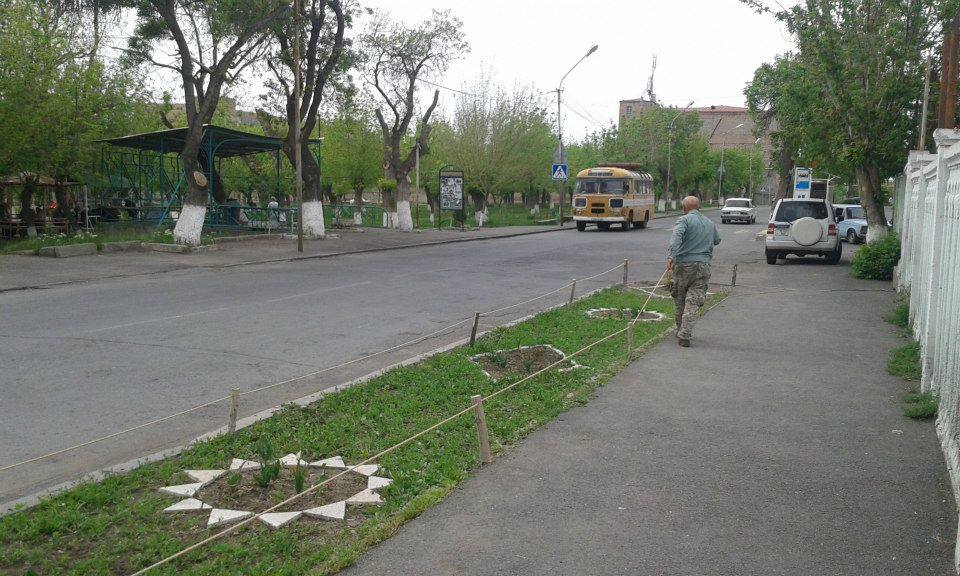
Huvudgatan i Nubarasjen
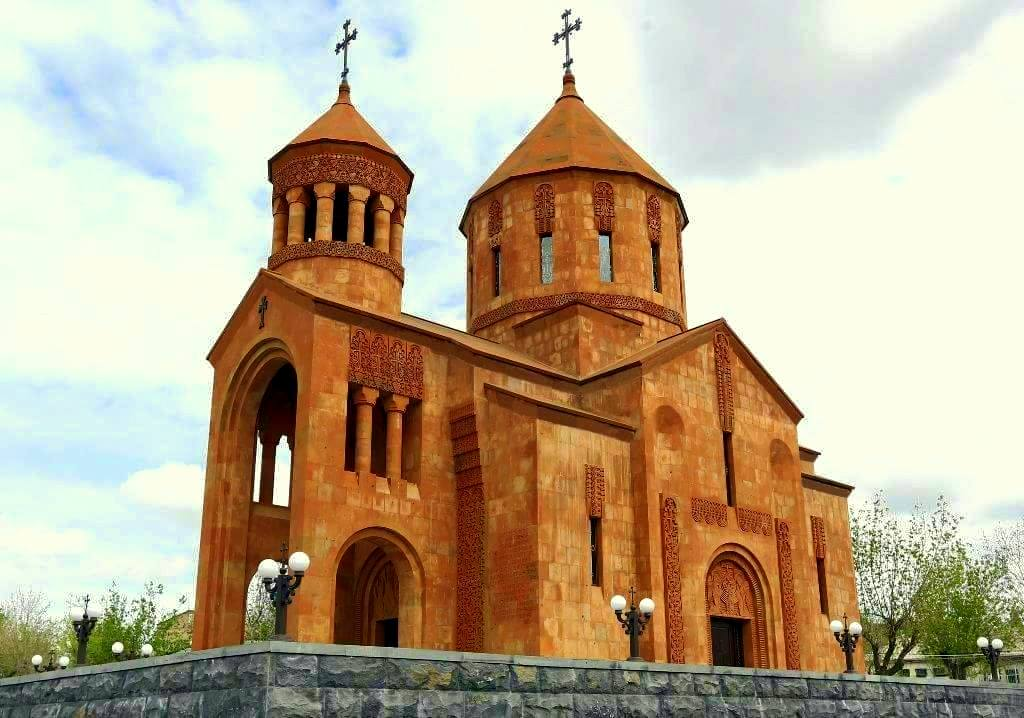
De heliga martyrernas kyrka
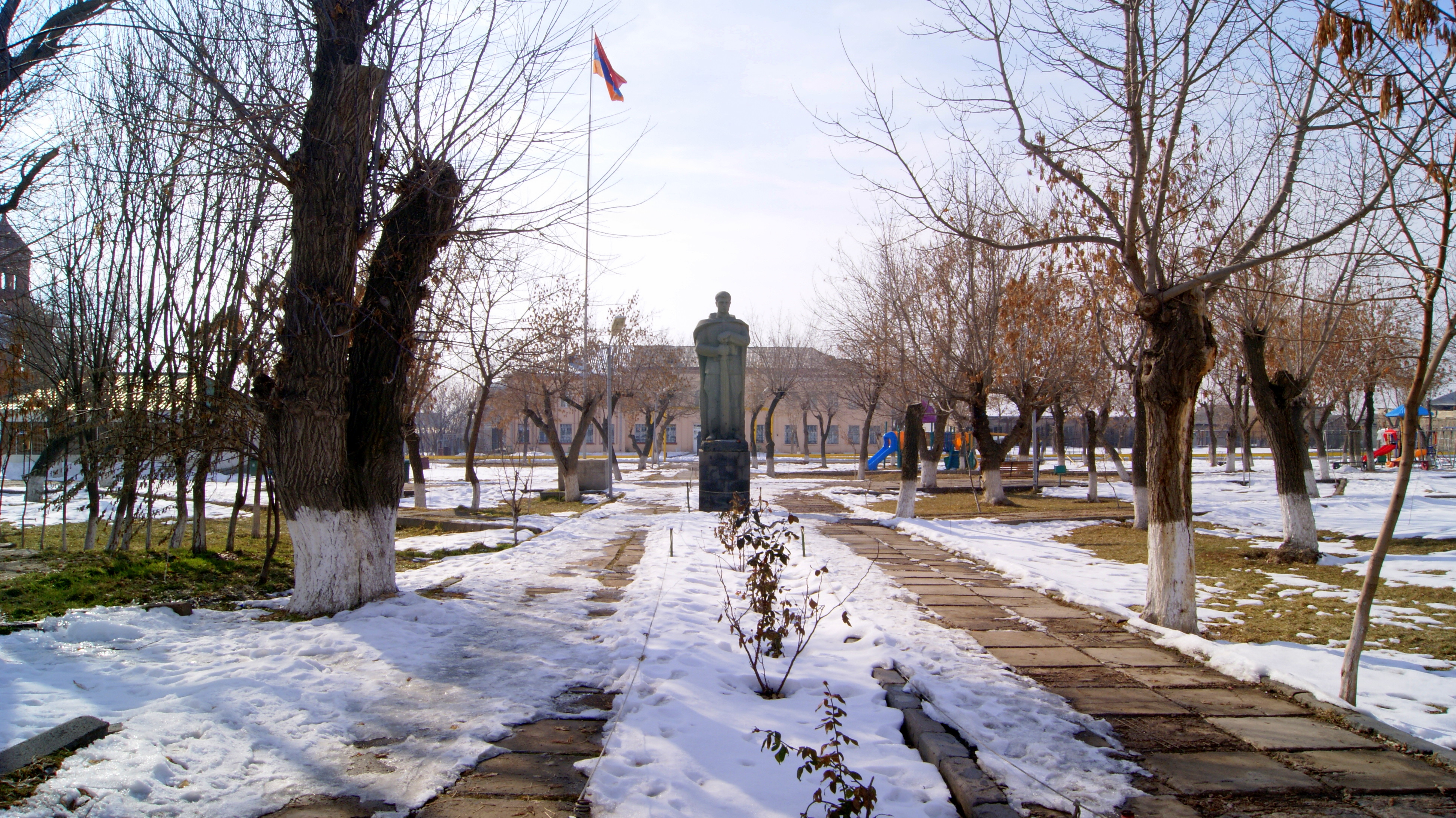
Första världskrigetminnesmärke i Centralparken